# Euthyplociidae
Euthyplociidae är en familj av dagsländor. Euthyplociidae ingår i överfamiljen Euthyplocioidea, ordningen dagsländor, klassen egentliga insekter, fylumet leddjur och riket djur. Enligt Catalogue of Life omfattar familjen Euthyplociidae 2 arter. 
Euthyplociidae är enda familjen i överfamiljen Euthyplocioidea.
Kladogram enligt Catalogue of Life:
| Euthyplociidae | \| \| Campylocia \| \| \| \| \| \| Euthyplocia \| \| \| \| |
|                | \| \| Campylocia \| \| \| \| \| \| Euthyplocia \| \| \| \| |
|                | Campylocia                                                 |
|                |                                                            |
|                | Euthyplocia                                                |
|                |                                                            |